# Limonia parvispiculata
Limonia parvispiculata är en tvåvingeart som beskrevs av Alexander 1934. Limonia parvispiculata ingår i släktet Limonia och familjen småharkrankar. Inga underarter finns listade i Catalogue of Life.